# Karen Horney
Pour les articles homonymes, voir Horney.
Karen Horney, née le 16 septembre 1885 à Blankenese, actuel quartier de Hambourg, et morte le 4 décembre 1952 à New York, est une psychiatre et psychanalyste américaine d'origine allemande.
D'abord formée à la psychanalyse à Berlin autour de la personnalité de Karl Abraham, Karen Horney est cofondatrice en 1920 de l'Institut psychanalytique de Berlin. Dans sa « période allemande », elle commence toutefois de critiquer certains concepts fondamentaux du freudisme. Cette critique devient systématique à partir de son émigration en 1932 aux États-Unis.
Son œuvre et sa pensée évoluent depuis ses premiers travaux sur la sexualité féminine, où elle s'oppose radicalement à la notion d'envie du pénis selon la conception classique du complexe d'Œdipe féminin chez Freud et Karl Abraham, jusqu'à son orientation nettement culturaliste, qui lui fait « adapter » la psychanalyse à la société américaine dans le contexte de ce qui a pu être désigné de manière critique sous le terme de « néofreudisme ».
Le « révisionnisme » d'Erich Fromm et de Karen Horney a été fortement critiqué par Theodor W. Adorno.

## Biographie
Elle naît dans une famille protestante, son père est un capitaine de la marine marchande d'origine norvégienne et naturalisé allemand, et sa mère est néerlandaise.

### Formation en Allemagne

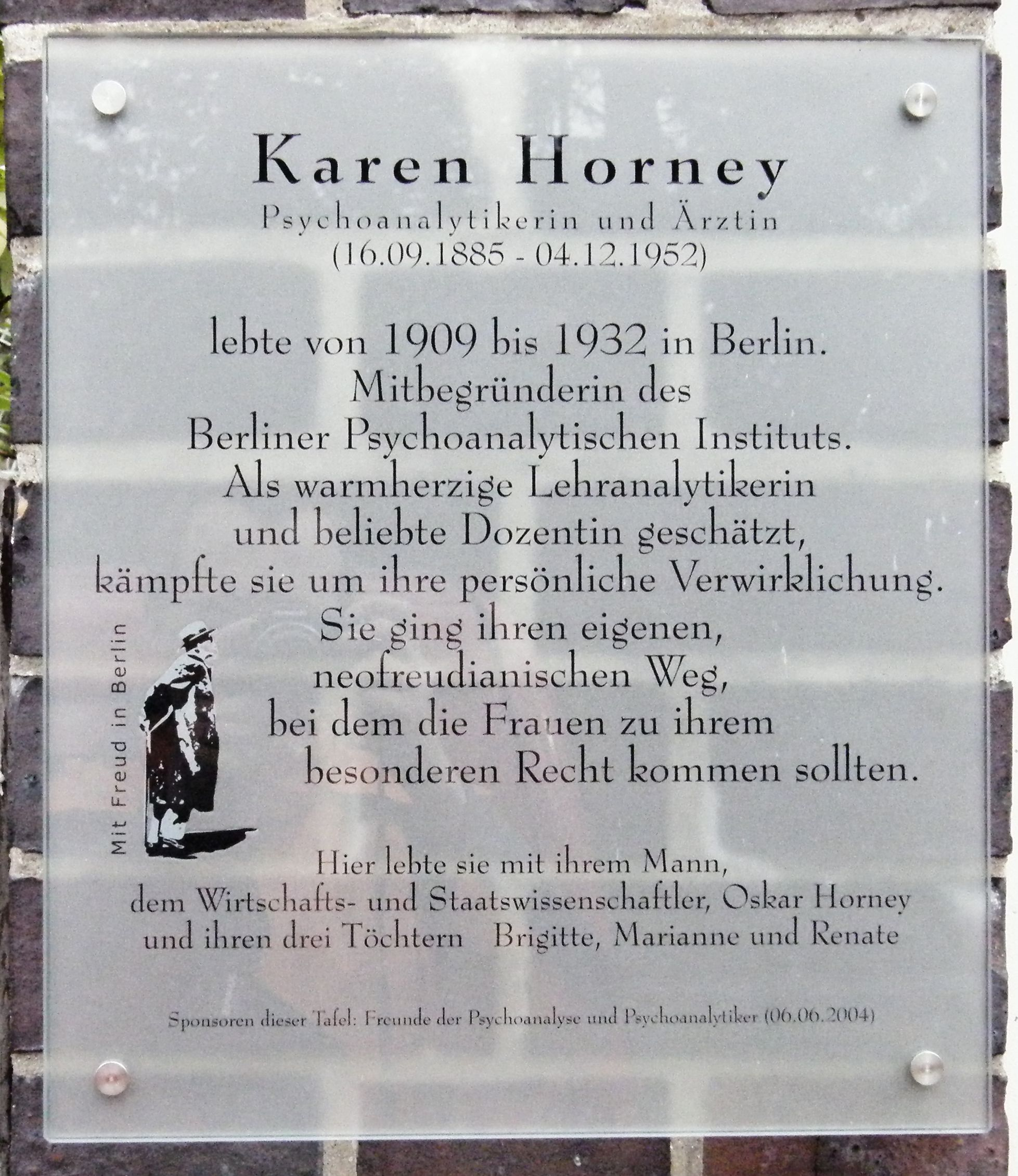
Sophie-Charlotte-Straße 15, Berlin-Zehlendorf : Plaque commémorative pour Karen Horney, cofondatrice de l'Institut psychanalytique de Berlin, qui vécut à Berlin de 1909 à 1932.

Karen commence ses études de médecine en 1906 à l'université de Fribourg-en-Brisgau, l'une des premières universités allemandes à accepter des étudiantes, à l'université de Göttingen (1908) et obtient son diplôme de médecin en 1913 à l'université Humboldt de Berlin. Elle se marie avec Oscar Horney et ils ont trois enfants, notamment l'actrice allemande Brigitte Horney. Elle commence en 1910 une analyse à Berlin avec Karl Abraham, qu'elle interrompt, puis avec Hanns Sachs[réf. nécessaire]. En 1920, elle est membre fondateur de l'Institut psychanalytique de Berlin.

### Psychanalyste américaine
Séparée de son mari en 1926, elle émigre aux États-Unis avec ses trois filles en 1932, répondant à l'invitation de Franz Alexander qui la sollicite pour le poste de directrice associée du Chicago Psychoanalytic Institute qu'il vient de créer, puis en 1934, elle s'installe à New York où elle devient membre de la New York Psychoanalytic Society. D'après Yvon Brès, Karen Horney, qui est protestante et n'est pas d'origine juive, « ne semble pas avoir émigré pour fuir le régime nazi, mais pour des raisons professionnelles ».
En 1936, à l'occasion d'un passage par Berlin pour finaliser son divorce, elle donne une conférence à l'Institut de psychothérapie alors dirigé par Matthias Göring. Ce dernier en est ravi  en raison de l'« antifreudisme » de la conférencière. À la requête de Göring lui-même, elle lui fait parvenir une copie du texte de sa conférence intitulée « Le besoin névrotique d'amour ». À cette date de 1936, selon Élisabeth Roudinesco et Michel Plon, sa soif de reconnaissance aurait « pris le pas sur son combat en faveur de la féminité ».
Devenue célèbre et jalousée par ses collègues pour son succès, elle va être interdite de formation et contrainte en 1941 de quitter la New York Psychoanalytic Society (NYPS).
Son nom est ensuite lié à l'école culturelle américaine, à laquelle appartiennent également Erich Fromm, Harry Stack Sullivan, Clara Thompson et Abram Kardiner. Elle fonde avec Muriel Ivimey, Harold Kelman, Elizabeth Kilpatrick et Alexander Reid Martin, l'Association for the Advancement of Psychoanalysis, et participe à la fondation de l'American Institute for Psychoanalysis en 1941,.
En 1941, elle participe aussi à la fondation de la revue The American Journal of Psychoanalysis.
À partir de 1950, elle développe sa théorie de l' « autoérotisation de soi ».
Elle meurt d'un cancer en 1952.

## Aspects de l'œuvre et de la pensée de Karen Horney

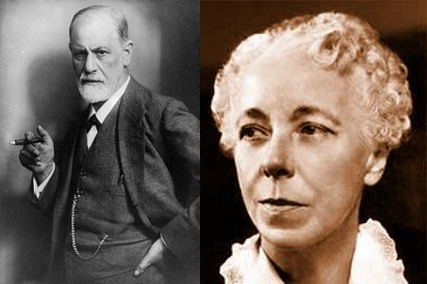
Freud / Horney

Yvon Brès considère que « dans son ensemble, la période américaine de Karen Horney contraste singulièrement avec la période allemande » : tandis que dès ses premiers travaux, Horney semble « faire fi de l'interprétation freudienne classique des névroses pour insister sur les déterminants culturels de la personnalité névrotique », elle entreprend dans Voies nouvelles de la psychanalyse, ouvrage connu en France, mais que Brès ne tient pas « pour le meilleur », une « critique systématique » des notions fondamentales du freudisme : libido, complexe d'Œdipe, narcissisme, instinct de mort, transfert, surmoi, masochisme.
Karen Horney apporte des contributions dans le domaine de la sexualité féminine et de la technique analytique . Selon Élisabeth Roudinesco, ses travaux l'amènent à s'orienter vers le culturalisme.

### Travaux sur la sexualité féminine
Horney est en désaccord avec Freud sur l'envie du pénis, le masochisme féminin ainsi que sur le développement des femmes. Ses premiers travaux à ce sujet furent d'abord passés sous silence, mais pris en considération à leur republication en 1967 sous le titre Feminine Psychology. Bernard Paris rapporte que depuis, Karen Horney a été de plus en plus reconnue comme « la première grande féministe de la psychanalyse ».
Avec l'interrogation, dans l'entre-deux-guerres, sur la relation précoce de l'enfant à sa mère ainsi que sur la sexualité féminine, et à la suite des travaux de Melanie Klein, a lieu « une refonte théorique complète du système de pensée freudien » : on passe alors de l'intérêt porté au père, au patriarcat et à l'Œdipe classique à une redéfinition du maternel, du féminin et à une critique du pouvoir masculin. Pour Roudinesco et Plon, c'est ce qui amène Karen Horney à quitter le terrain du freudisme en s'orientant vers le culturalisme, et à fonder la psychologie de la femme sur une identité propre, « en rupture avec la notion d'universalisme du genre humain » : Horney considère en 1926 que la société masculine refoule l'envie de maternité des hommes, puis en 1930, elle développe même la thèse selon laquelle la psychanalyse, « en tant qu'œuvre du “génie masculin” », ne peut pas résoudre la question féminine.

### Rapprochement avec l'école culturelle et prise en compte de l'«actuel»
Avec ses ouvrages The Neurotic Personality of Our Time (1937) et New ways in Psychoanalysis (1939), Horney est souvent considérée comme un membre néofreudien de l'« école culturelle » (avec Erich Fromm, Harry Stack Sullivan, Clara Thompson et Abraham Kardiner) : en fait, ses deux livres proposent un modèle pour la structure de la névrose qui tient beaucoup compte de l'environnement, notamment de la famille ; ceux-ci créent une « angoisse fondamentale » vis-à-vis de laquelle l'enfant élabore des stratégies de défense « autoaliénantes et destructrices ».
La rupture avec Freud est importante dans la mesure où Karen Horney recommande de se focaliser « sur la constellation actuelle des défenses et des conflits intimes plutôt que sur les origines infantiles ».
Dans son livre Neurosis and Human Growth (1950), elle s'intéresse aux stratégies psychiques mises en œuvre par les gens pour compenser leurs sentiments d'insuffisance et la façon dont ils cultivent une image idéalisée d'eux-mêmes, qu'ils actualisent en recherchant la gloire.
Elle est également l'auteure de contributions en études littéraires et biographiques et s'intéresse aux questions de genre et de culture, Abraham Maslow voit en elle une des fondatrices de la psychologie humaniste.

## Karen Horney et la psychanalyse aux États-Unis
Une certaine adaptation de la psychanalyse à la société américaine, qui n'est pas par ailleurs sans témoigner de l'influence de Freud sur la culture, se heurte au reproche qu'adresse par exemple Theodor Adorno à Fromm et Horney de « sociologiser la psychanalyse » aux dépens des « mécanismes secrets de l'inconscient ».

### Psychanalyse et contexte social américain
Dans l'intention de s'adresser à un large public, Karen Horney et Erich Fromm introduisent les concepts psychanalytiques dans des ouvrages rendus plus « accessibles que les travaux des “freudiens orthodoxes” ».
Horney et Fromm abordent des questions sociales. Sans tomber dans la simplicité, leurs écrits font écho à la « tendance américaine » à trouver des solutions rapides allant dans le sens de l'optimisme des Américains sur la « malléabilité de la nature humaine ». D'après Edith Kurzweil, ce ne sont toutefois que « les précurseurs des courants de la psychanalyse et de la psychothérapie “culturelle” ou “appliquée” qui ont peu à peu fleuri dans ce pays ». À partir de là, l'influence de Freud sur la culture, qu'elle soit appréciée ou rejetée, est devenue « omniprésente ».

### Adorno: critique du «révisionnisme» de Fromm et d'Horney
La critique par le philosophe de l'École de Francfort commence en 1936, quand Theodor W. Adorno lit un article d'Erich Fromm intitulé « Les conditions sociales de la thérapeutique psychanalytique », adressé au Journal pour la recherche sociale  édité par l'Institut de recherche sociale sous la direction de Max Horkheimer. Comme il l'écrit à Horkheimer, Adorno va  se trouver alors « dans la situation paradoxale de défendre Freud », ce qu'il fera dix ans plus tard dans une conférence à la Société psychanalytique de San Francisco (publiée en traduction allemande en 1952) sous le titre La psychanalyse révisée (dans la traduction de Jacques Le Rider).
D'après Franz Kaltenbeck, la critique d'Adorno vaut pour Fromm, Horney et consorts, qui veulent « “sociologiser la psychanalyse” et ceci au détriment des “mécanismes cachés de l’inconscient” ». Kaltenbeck indique qu'Horney a « gardé de bonnes relations avec le nazi Matthias Göring », ce qui a pu « augmenter l'aversion d'Adorno ». Toujours est-il, selon Kaltenbeck, qu'Adorno s'en prend principalement à Karen Horney plutôt qu'à Erich Fromm, « mais pour des raisons apparemment tactiques », Adorno n'étant peut-être pas au courant des liens de Karen Horney avec Matthias Göring.
Même si d'un côté il est un dissident reprochant à Freud de « dissoudre la réalité extérieure dans le monde psychique », Adorno reste d'un autre côté un freudien orthodoxe, dans la mesure où il a défendu la théorie des pulsions (Triebtheorie) contre les « révisionnistes » comme Erich Fromm et Karen Horney, estime Sergio Paulo Rouanet. Pour Adorno en effet, Fromm et Horney rejettent la théorie freudienne des pulsions « en raison de son prétendu travers biologique ».

## Publications
- L'auto-analyse, 1942, Paris, Stock, 1953 (Self-analysis, New York: W. W. Norton and Company Inc., 1942)
- La Personnalité névrotique de notre temps, Éd. de L'Arche, 1997  (ISBN 2851812076) (The Neurotic Personality of Our Time, New York: W. W. Norton and Company Inc., 1937)
- Les voies nouvelles de la psychanalyse (New ways in Psychoanalysis, 1939), traduction par B. Paris, Paris, L'Arche, 1951
- La Psychologie de la femme, Payot-poche no 418, 2002  (ISBN 2228895067) (Feminine Psychology, 1967)
- Nos conflits intérieurs, 1945, Paris, L'Arche, 1997  (ISBN 2851813013) (Our inner conflicts. A constructive theory of neurosis, New York: W. W. Norton and Company Inc., 1945)
- Dernières conférences, Éditions des Femmes, 1992  (ISBN 2721004166)
- The Technique of Psychoanalytic Therapy, The American Journal of Psychoanalysis, 28, 3-12, 1968
- On the Genesis of the Castration Complex in Women, The International Journal of Psychoanalysis, 5, 50-65, 1924
- The flight from Womanhood, The International Journal of Psychoanalysis, 7, 324-329, 1926
- Maternal conflicts, The American Journal of Orthopsychiatry, 3, 455-463, 1933
- The problem of Feminine Masochism, Psychoanalytic Review, 22, 241, 1935
- Neurosis and human growth. The struggle toward self-realization, New York: W. W. Norton and Company Inc., 1950